# Tempel van Hera

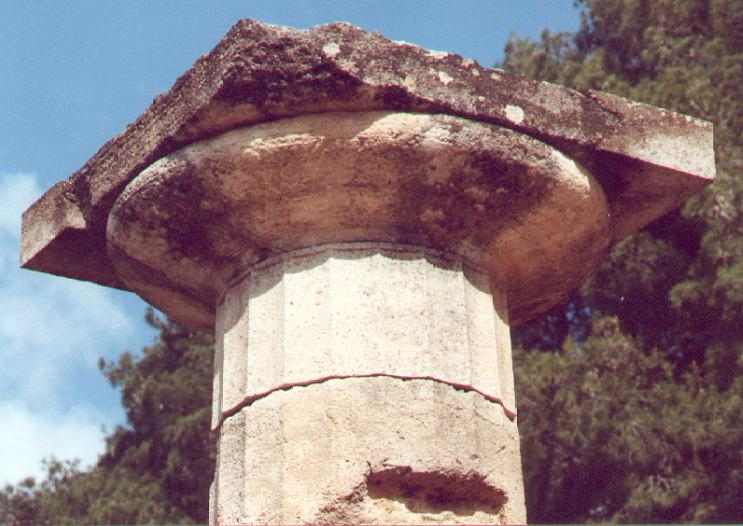
Dorisch kapiteel van de tempel van Hera (oostzijde)

De Tempel van Hera, ook bekend als Heraion, was een antieke Dorische Griekse tempel in Olympia, Griekenland. De tempel werd vernietigd door een aardbeving in de 4e eeuw n.Chr. en werd nooit herbouwd. In moderne tijden is de tempel de plaats waar de toorts van de olympische vlam aangestoken wordt door het focussen van zonnestralen of bij gebrek hieraan met behulp van een vuurpotje. Vanaf hier wordt deze toorts via een estafetteloop naar de Openingsceremonie van de Spelen gebracht, waar met behulp van de toorts de Olympische Vlam wordt ontstoken. Dit gebeurde voor het eerst in 1936 tijdens de Olympische Spelen van Berlijn.

De tempel was gewijd aan Hera, de vrouw van Zeus, een van de meest belangrijke vrouwelijke godheden in de oud-Griekse godsdienst.
De tempel werd afgebeeld op de achterzijde van het Griekse bankbiljet van 1000 drachmes van 1987-2001.

## Beschrijving

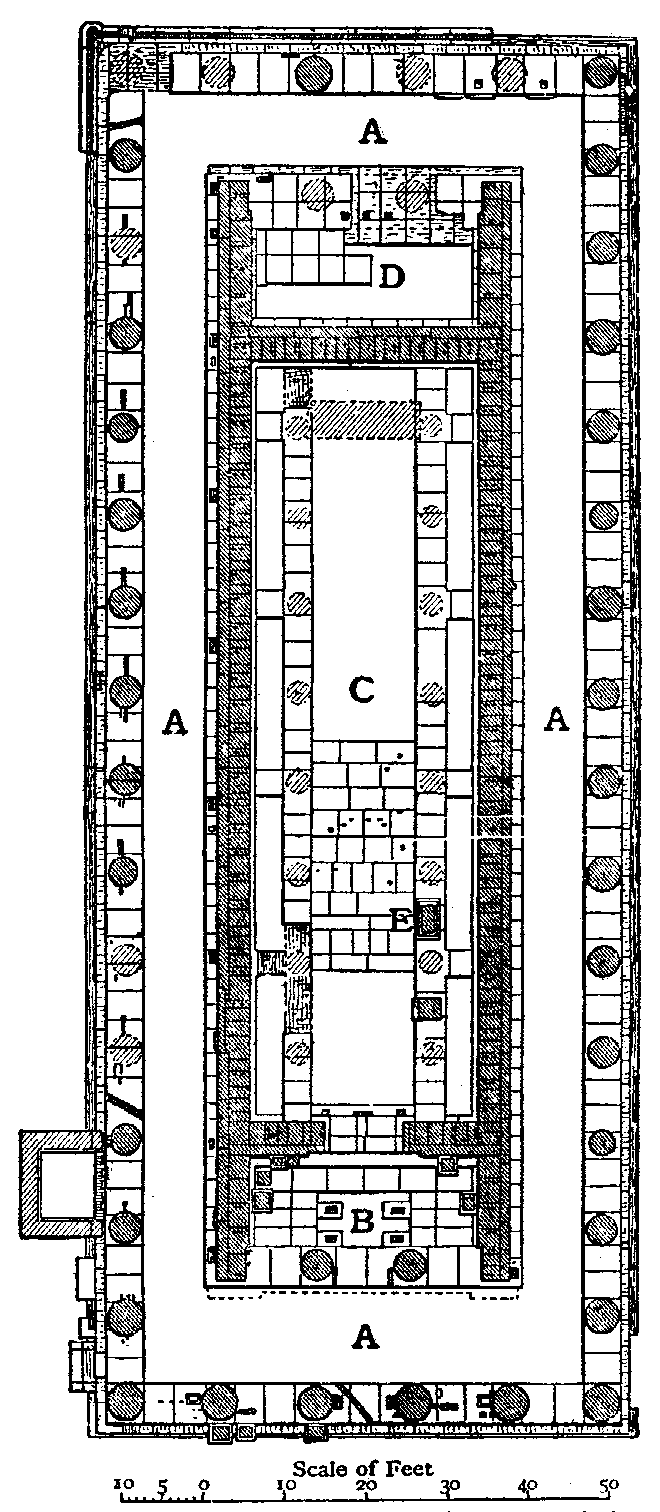
Plattegrond van de Tempel van Hera. (A. peristylium; B. pronaos; C. naos; D. opisthodomos; E. basement van het beeld van Hermes).

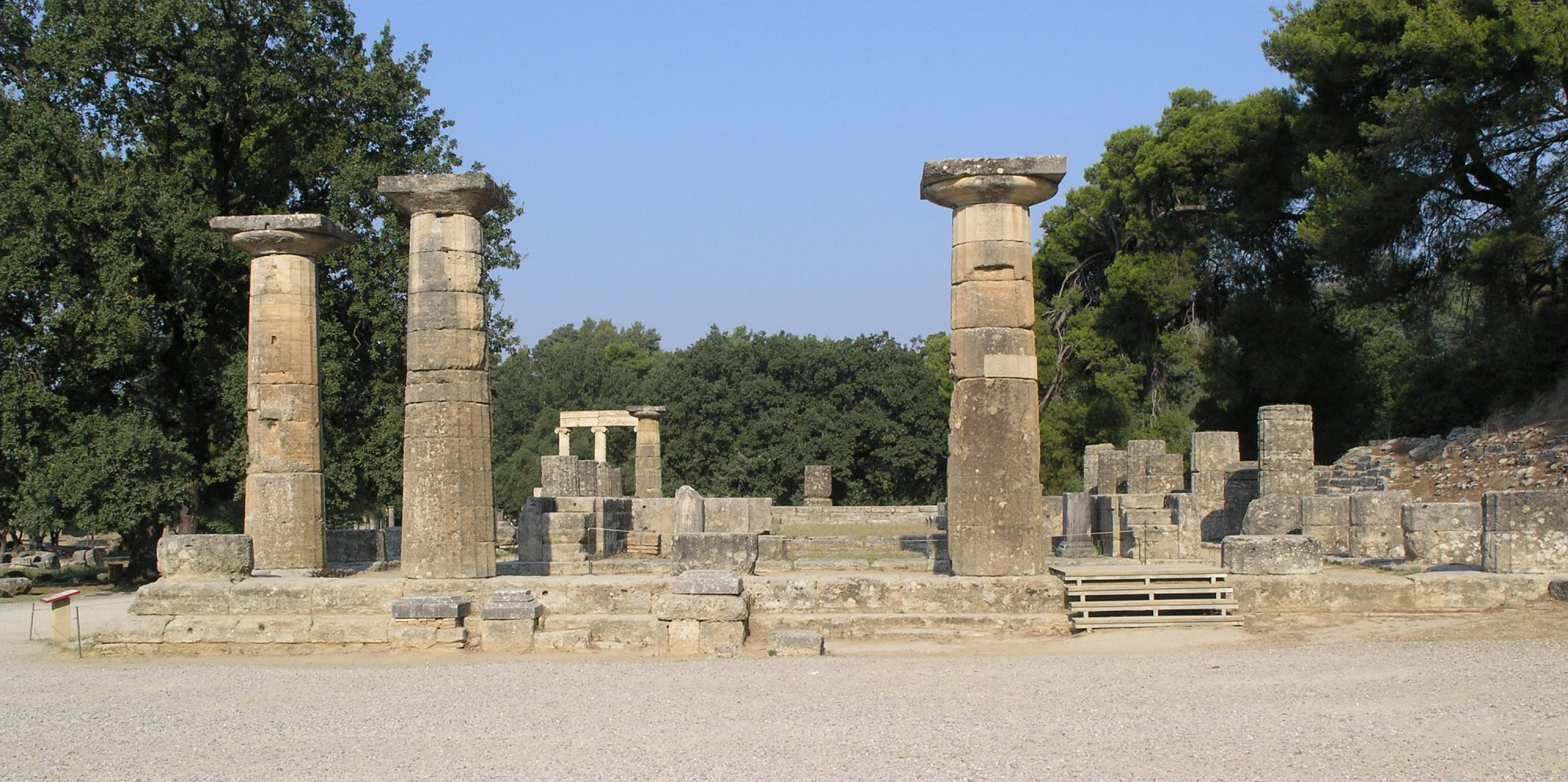
De tempelruïne

Plattegrond Olympia: 4. Tempel van Hera in donkerpaars (midden boven). Het lange antieke olympische stadium is helemaal rechts.

De Heraion te Olympia is gesitueerd in het noorden van de altis, het heilige gebied, is de oudste peripterale tempel (volledig omgeven door vrijstaande zuilen) op de locatie en een van de vroegste Dorische tempels in Griekenland. Mogelijk is er een oudere cultusplaats geweest op dezelfde plek. De tempel werd gebouwd rond 590 v.Chr., waarschijnlijk in opdracht van de Triphyliaanse polis Skillous. Er is gesuggereerd dat deze toewijding door een nabije stad oorspronkelijk ter ere was van de belangrijkste godheid in Olympia: Zeus. In dat geval zou de tempel pas op een later moment aan Hera zijn gewijd, mogelijk na 580 v.Chr., toen de controle over Olympia over was gegaan van Triphylia naar Elis, of in de 5e eeuw v.Chr., toen de beroemde Tempel van Zeus werd gebouwd.
De tempel had afmetingen van 50,01 bij 18,76 meter op het niveau van het stylobaat. Dergelijke uitgerekte verhoudingen zijn een gemeenschappelijk kenmerk van vroege Dorische architectuur. Het heeft een peripteros van 6 bij 16 zuilen. Oorspronkelijk waren ze van hout en werden ze alleen geleidelijk aan vervangen door stenen exemplaren. Het vervangen vond plaats in een lange periode tussen de Archaïsche en Romeinse periode en werden uitgehouwen onder de invloed van hun respectievelijke eigentijdse stijlen, die aanzienlijk verschillen in verhoudingen en details. In de tweede eeuw na Christus zag de reizende schrijver Pausanias één houten zuil in het opisthodomos.
Pausanias rapporteert twee cultusbeelden in de naos van de tempel: een zittende Hera en een staande Zeus.